# 奧特維爾 (伊利諾伊州)
奧特維爾（英語：Ottville）是位於美國伊利諾伊州比羅縣的一個非建制地區。該地的面積和人口皆未知。

## 地理
奧特維爾的座標為41°20′53″N 89°15′31″W / 41.34806°N 89.25861°W，而該地的平均海拔高度為199米（即653英尺）。